# Abborrtjärnen (Björna socken, Ångermanland, 709430-161866)
Abborrtjärnen är en sjö i Örnsköldsviks kommun i Ångermanland och ingår i Gideälvens huvudavrinningsområde.